# Mario Kempes
Mario Alberto Kempes Chiodi (* 15. Juli 1954 in Bell Ville, Provinz Córdoba, Argentinien) ist ein ehemaliger argentinischer Fußballspieler und ehemaliger -trainer. Zu seinen größten Erfolgen zählt der Gewinn der Weltmeisterschaft 1978 in seinem Heimatland Argentinien, bei der er mit sechs Treffern Torschützenkönig wurde.
Während seiner aktiven Karriere nannte man Kempes „El Matador“ (Der Vollstrecker).

## Spielerkarriere

### Im Verein
Kempes’ Vater, in jungen Jahren selbst ein guter Amateurfußballer, brachte Mario mit neun Jahren zum Fußball und meldete ihn bei der Kindermannschaft Tallares Bell Ville an. Später wechselte er zu Atlético Biblioteca, wo sich schnell sein Talent zeigte. Als 16-Jähriger führte er seine Mannschaft als bester Stürmer zur regionalen Meisterschaft. Mit seinen Leistungen machte der Jugendstürmer zahlreiche argentinische Erstligisten auf sich aufmerksam und 1971 bekam Instituto Atlético Central Córdoba den Zuschlag. Am 5. Oktober 1973 debütierte Kempes mit 19 Jahren im Ligaspiel gegen die Newell’s Old Boys für die Profimannschaft (0:1). Kurz nach diesem Debüt unterbreitete der französische Erstligist OGC Nizza ein Angebot und wollte Kempes verpflichten, der das Angebot jedoch ausschlug und sich für 50.000 DM Ablöse im Januar 1974 dem amtierenden Meister Rosario Central anschloss. Bei Rosario entwickelte sich Kempes zu einem der besten Angreifer des Landes. Zu den Stärken des kraftvollen Linksfuß zählten Tordrang und Durchsetzungsvermögen, wobei ihm seine Athletik zugutekam. Allerdings wartete er nicht nur auf verwertbare Vorlagen, sondern wich auch ins Mittelfeld oder auf die Flügelpositionen aus, um sich Chancen zu suchen. Zu seinem Markenzeichen entwickelten sich seine langen schwarzen Haare. Als Sturmführer von Rosario Central sicherte er sich 1976 mit 40 Treffern die Torjägerkanone der Primera Division (Argentinien).
1976 wollte Kempes Argentinien in Richtung Spanien verlassen. Ein attraktives Angebot des FC Valencia, der ihm ein Jahresgehalt von 100.000 DM bot, und die politischen Wirren in seinem Heimatland bewogen ihn dazu, den Wechsel auch gegen den Willen der Vereinsspitze durchzusetzen. Nach einer Drohung, seine Karriere zu beenden und einer Mitgliederabstimmung, bei der 40.000 Vereinsmitglieder dem Transfer zustimmten, ließ man ihn schließlich ziehen. Valencia musste rund eine Million DM Ablöse auf das Konto von Rosario überweisen. Er verließ Central als bester Torschütze aller Zeiten: In zwei Spielzeiten hatte er 100 Pflichtspieltore erzielt.
In Valencia sicherte sich Kempes in seiner ersten Saison mit 24 Toren die Pichichi-Trophäe. Im folgenden Jahr verteidigte er den Titel mit 28 Toren und erzielte damit die beste Trefferzahl in der Primera División seit über zwanzig Jahren. So dauerte es nicht lange, bis er von den Fans im Estadio Mestalla als Publikumsliebling gefeiert wurde. Es sollte seine erfolgreichste Zeit im Vereinsfußball sein: In den Jahren 1978 und 1979 wurde er Pokalsieger. 1980 folgten weitere Titel, diesmal international mit dem Gewinn des Europapokals der Pokalsieger (Sieg über den FC Arsenal), wobei Kempes mit neun Treffern bester Torschütze des gesamten Wettbewerbs war. Gekrönt wurde das Jahr mit dem Sieg im europäischen Supercup. Bei Valencia spielte er gemeinsam mit dem deutschen Nationalspieler Rainer Bonhof.
1981 ließen Kempes' Leistungen bei Valencia nach und so wurde er für ein Jahr an River Plate aus Buenos Aires ausgeliehen, um seine Chancen für eine Nominierung zur WM-Teilnahme 1982 zu wahren. Mit River Plate gewann er 1981 seine erste argentinische Meisterschaft, bevor er wieder nach Spanien zurückkehrte. Nach zwei weiteren Saisons mit Valencia verließ er den Verein endgültig und wechselte zum kleinen Erstligisten Hércules Alicante. Anfang 1986 nahm er ein lukratives Angebot des Wiener Vereins First Vienna FC 1894 an. In Österreich spielte er danach noch für den VSE St. Pölten und den Kremser SC, verließ 1992 die Alpenrepublik und beendete seine Karriere mit 38 Jahren.

### In der Nationalmannschaft

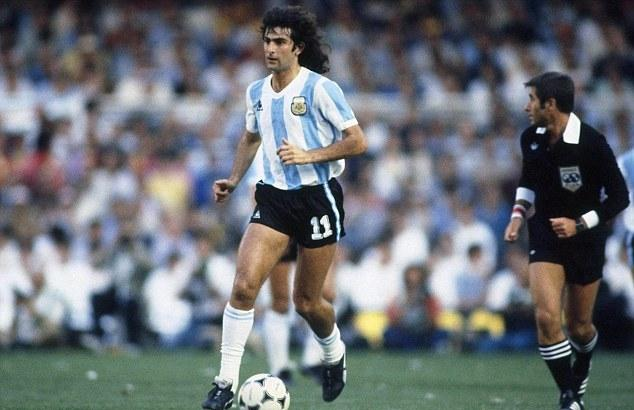
Kempes (1978)

Im Jahre 1973 debütierte der 19-jährige Kempes in der Nationalmannschaft beim Qualifikationsspiel für die WM 1974 in Bolivien (1:0-Sieg). Die Presse gab diesem argentinischen Nationalteam den Namen „Geistermannschaft“, da der damalige Trainer Omar Sívorii eine große Zahl unbekannter Spieler nominiert hatte, um seinem Kader mehr Zeit zu geben, sich an die Höhenluft von La Paz zu gewöhnen.
1974 wurde er für den argentinischen Kader für die WM 1974 in Deutschland nominiert und war damit der jüngste Spieler im Kader. Die WM verlief für Argentinien durchwachsen. Zwar ließ man in der Vorrunde Italien hinter sich, doch in der Zwischenrunde war Endstation, wobei man unter anderem gegen die von Johan Cruyff angetriebene niederländische Mannschaft mit 0:4 verlor. Kempes gelang es nicht, seine Qualitäten unter Beweis zu stellen – er stand zwar bei fünf von sechs Partien in der Anfangsformation, blieb aber ohne Torerfolg.
Vier Jahre später war Argentinien Austragungsland der Weltmeisterschaft, weshalb die Erwartungen der Bevölkerung an die Mannschaft hoch waren. In einer Zeit, in der sein Land von einer Militärdiktatur regiert wurde, war Kempes einer von zwei Spielern aus ausländischen Clubs, die Nationaltrainer César Luis Menotti in den Kader berief und aufgrund seiner Leistungen beim FC Valencia der große Hoffnungsträger. Argentiniens Vorrundensiege über Ungarn und Frankreich sicherten dem Team einen Platz in der Zwischenrunde (obwohl man gegen Italien mit 0:1 verloren hatte). Bis zu diesem Zeitpunkt hatte Kempes die in ihn gesetzten Erwartungen nicht erfüllt – ihm war nicht ein einziges Tor gelungen. Doch in der Zwischenrunde sollte er sich neben Kapitän Daniel Passarella zum Führungsspieler aufschwingen. Gegen Polen und Peru traf er jeweils doppelt. Nach einem Unentschieden gegen Brasilien stand die Mannschaft im Finale und traf dort auf die Niederlande. Kempes erzielte zwei Tore für seine Mannschaft, das erste in der 38. Minute und das zweite nach einem Sololauf in der 105. Minute (Verlängerung) – der entscheidende Treffer zum 2:1. Argentinien war zum ersten Mal Weltmeister und Kempes mit sechs Toren Torschützenkönig des Turniers (erster Argentinier seit Guillermo Stábile, 1930) und er wurde zum besten Spieler des Turniers gewählt. Er war während der Endrunde als „Spieler mit dem meisten Sex-Appeal“ gewählt worden, aber er hatte auch mit seinen fußballerischen Fähigkeiten überzeugt. 1978 erhielt er die Ehrung als Südamerikas Fußballer des Jahres.
1982 nahm er an seiner dritten und letzten Weltmeisterschaft in Spanien teil, in dem Land, in dem er mit dem FC Valencia zahlreiche Erfolge gefeiert hatte. Argentinien fuhr mit vielen Weltmeistern von 1978 nach Spanien und zählte mit dem neuen Superstar Diego Maradona (dem Kempes das Trikot mit der Rückennummer 10 überlassen hatte) wieder zu den Titelfavoriten. Aber der Mannschaft gelang es nicht, ihren Erfolg zu wiederholen und Argentinien schied aus dem Turnier aus. Im Zwischenrunden-Spiel gegen Brasilien wurde Kempes in der Halbzeit ausgewechselt. Es war das letzte seiner 43 Länderspiele, in denen er insgesamt 20 Tore erzielte.
Kempes erhielt während seiner internationalen Laufbahn nie eine gelbe oder rote Karte.

## Trainerkarriere
Nach seinem Rücktritt vom aktiven Fußball wurde er von der Regierung der Provinz Mendoza für seine Verdienste um den Sport geehrt, ehe er 1993 nach Valencia zurückkehrte und als Assistent von Trainer Héctor Nunez arbeitete. 1995 hatte er ein kurzes Comeback im chilenischen Vereinsfußball, bevor er einen Posten als Spielertrainer beim indonesischen Fußballmeister Pelita Jaya annahm. In der Folgezeit arbeitete Kempes als Trainer für verschiedene Vereine auf der ganzen Welt. 1999 gewann Kempes mit dem bolivianischen Club The Strongest seinen ersten Meistertitel als Trainer; danach wechselte er zu einem anderen bolivianischen Verein, Independiente Petrolero.

## Erfolge

### Verein
- 1977 Spanischer Torschützenkönig „Pichichi“
- 1978 Spanischer Torschützenkönig
- 1978 Südamerikas Fußballer des Jahres
- 1979 Spanischer Pokalsieger
- 1980 Europapokalsieger der Pokalsieger
- 1980 Europäischer Super-Cup
- 1981 Argentinischer Meister

### Nationalmannschaft
- 1978 Weltmeister

### Trainer
- 1999 Bolivianischer Meister (The Strongest)

## Auszeichnungen
- 1990 Sportehrenzeichen der Stadt St. Pölten

## Verweise
1. ↑  Drehmoment (Memento vom 22. September 2013 im Internet Archive), Florian Mittermayr, ballesterer.at, 1. September 2004